# Truck Robinson
Leonard Eugene Robinson, detto Truck (Jacksonville, 4 ottobre 1951), è un ex cestista e allenatore di pallacanestro statunitense, professionista nella NBA.

## Carriera
Venne selezionato dai Washington Bullets al secondo giro del Draft NBA 1974 (22ª scelta assoluta).

## Statistiche

### NBA

#### Regular Season
| Anno      | Squadra            | PG  | PT  | MP    | TC%  | 3P% | TL%  | RP    | AP  | PRP | SP  | PP   |
| --------- | ------------------ | --- | --- | ----- | ---- | --- | ---- | ----- | --- | --- | --- | ---- |
| 1974-1975 | Washington Bullets | 76  | -   | 13,1  | 48,6 | -   | 52,2 | 4,0   | 0,5 | 0,5 | 0,4 | 5,8  |
| 1975-1976 | Washington Bullets | 82  | -   | 25,1  | 45,4 | -   | 67,2 | 6,8   | 1,4 | 0,5 | 1,3 | 11,2 |
| 1976-1977 | Washington Bullets | 41  | -   | 32,4  | 47,8 | -   | 67,7 | 8,9   | 1,1 | 0,7 | 0,4 | 16,0 |
| 1976-1977 | Atlanta Hawks      | 36  | -   | 40,3  | 47,8 | -   | 77,2 | 12,8  | 2,7 | 1,1 | 0,6 | 22,4 |
| 1977-1978 | Utah Jazz          | 82  | 82  | 44,4* | 44,4 | -   | 64,0 | 15,7* | 2,1 | 0,9 | 1,0 | 22,7 |
| 1978-1979 | Utah Jazz          | 43  | -   | 41,4  | 48,5 | -   | 72,3 | 13,4  | 1,7 | 0,7 | 1,5 | 24,2 |
| 1978-1979 | Phoenix Suns       | 26  | -   | 29,1  | 50,8 | -   | 64,2 | 8,7   | 1,5 | 0,7 | 0,5 | 16,0 |
| 1979-1980 | Phoenix Suns       | 82  | 82  | 33,0  | 51,2 | -   | 66,7 | 9,4   | 1,7 | 0,7 | 0,7 | 17,3 |
| 1980-1981 | Phoenix Suns       | 82  | 82  | 37,7  | 50,5 | -   | 62,9 | 9,6   | 2,5 | 0,8 | 0,5 | 18,8 |
| 1981-1982 | Phoenix Suns       | 74  | 72  | 37,1  | 51,3 | 100 | 68,7 | 9,7   | 2,4 | 0,6 | 0,4 | 19,1 |
| 1982-1983 | N.Y. Knicks        | 81  | 76  | 30,0  | 46,2 | -   | 58,7 | 8,1   | 1,8 | 0,7 | 0,3 | 9,5  |
| 1983-1984 | N.Y. Knicks        | 65  | 63  | 32,8  | 48,9 | -   | 64,6 | 8,4   | 1,4 | 0,7 | 0,4 | 10,8 |
| 1984-1985 | N.Y. Knicks        | 2   | 1   | 17,5  | 40,0 | -   | 0,0  | 4,5   | 1,5 | 1,0 | 1,5 | 2,0  |
| Carriera  | Carriera           | 772 | 458 | 32,6  | 48,3 | 100 | 66,2 | 9,4   | 1,7 | 0,7 | 0,7 | 15,5 |

#### Playoffs
| Anno     | Squadra            | PG  | PT | MP   | TC%  | 3P% | TL%  | RP   | AP  | PRP | SP  | PP   |
| -------- | ------------------ | --- | -- | ---- | ---- | --- | ---- | ---- | --- | --- | --- | ---- |
| 1975     | Washington Bullets | 17* | -  | 7,6  | 33,3 | -   | 50,0 | 2,4  | 0,4 | 0,4 | 0,6 | 2,1  |
| 1976     | Washington Bullets | 7   | -  | 19,6 | 43,2 | -   | 81,0 | 4,7  | 0,7 | 0,7 | 1,1 | 7,0  |
| 1979     | Phoenix Suns       | 15  | -  | 26,1 | 40,3 | -   | 65,2 | 8,1  | 0,7 | 0,4 | 0,8 | 10,5 |
| 1980     | Phoenix Suns       | 3   | -  | 21,3 | 37,5 | -   | 71,4 | 6,7  | 1,3 | 1,0 | 0,7 | 5,7  |
| 1981     | Phoenix Suns       | 7   | -  | 33,3 | 35,1 | -   | 58,8 | 10,7 | 1,9 | 0,7 | 0,3 | 10,6 |
| 1982     | Phoenix Suns       | 7   | -  | 30,4 | 56,3 | -   | 30,0 | 7,6  | 2,7 | 0,7 | 0,1 | 13,3 |
| 1983     | N.Y. Knicks        | 6   | -  | 34,2 | 53,4 | -   | 57,1 | 11,0 | 2,2 | 1,7 | 0,3 | 15,7 |
| 1984     | N.Y. Knicks        | 12  | -  | 30,2 | 51,4 | -   | 60,0 | 8,1  | 0,6 | 0,6 | 0,8 | 7,1  |
| Carriera | Carriera           | 74  | -  | 23,5 | 44,8 | -   | 61,6 | 6,8  | 1,0 | 0,6 | 0,6 | 8,2  |

## Palmarès
- All-NBA First Team (1978)
- 2 volte NBA All-Star (1978, 1981)
- Miglior rimbalzista NBA (1978)
- 1 volta maggior numero di rimbalzi totali in stagione NBA
- 1 volta maggior numero di rimbalzi difensivi in stagione NBA